# 布尔格特
布尔格特（西班牙語：Burguete），是西班牙纳瓦拉的一个市镇。总面积19平方公里，总人口314人（2001年），人口密度17人/平方公里。